# Joe Bell (futbolista)
Joe Bell (Bristol, 27 de abril de 1999) es un futbolista británico, nacionalizado neozelandés, que juega en la demarcación de centrocampista para el Viking FK de la Eliteserien.

## Selección nacional
Tras jugar en las categorías inferiores de la selección, finalmente hizo su debut con la selección de fútbol de Nueva Zelanda el 14 de noviembre de 2019 en un encuentro amistoso contra Irlanda que finalizó con un resultado de 3-1 a favor del combinado irlandés tras el gol de Callum McCowatt para Nueva Zelanda, y de Derrick Williams, Sean Maguire y de Callum Robinson para Irlanda.

## Clubes
| Club                        | País           | Año       | Partidos | Goles |
| --------------------------- | -------------- | --------- | -------- | ----- |
| Wellington Phoenix Reserves | Nueva Zelanda  | 2014-2017 | 34       | 0     |
| Charlottesville Alliance FC | Estados Unidos | 2018      | 3        | 1     |
| Viking FK                   | Noruega        | 2020-2022 | 58       | 3     |
| Brøndby IF                  | Dinamarca      | 2022-2023 | 39       | 0     |
| Viking FK                   | Noruega        | 2023-     | 58       | 1     |